# Ichneumon subfumatus
Ichneumon subfumatus är en stekelart som beskrevs av Cameron 1885. Ichneumon subfumatus ingår i släktet Ichneumon och familjen brokparasitsteklar. Inga underarter finns listade i Catalogue of Life.